# Chesias
Chesias är ett släkte av fjärilar som beskrevs av Treitschke 1825. Chesias ingår i familjen mätare.

## Bildgalleri

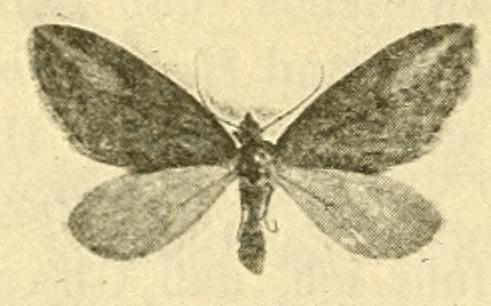
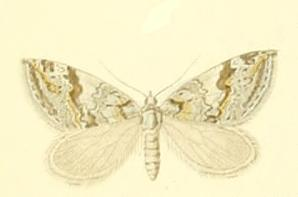

## Dottertaxa tillChesias, i alfabetisk ordning[1][2]
- Chesias angeri
- Chesias bombycata
- Chesias brunnea
- Chesias capriata
- Chesias cinereata
- Chesias cotangens
- Chesias gelatella
- Chesias insubrica
- Chesias isabella
- Chesias isabellae
- Chesias korbi
- Chesias lecerfi
- Chesias legatella
- Chesias legatelloides
- Chesias leuconeura
- Chesias linogrisearia
- Chesias margaritata
- Chesias modesta
- Chesias nigrescens
- Chesias nigrogriseata
- Chesias obliquaria
- Chesias obsoleta
- Chesias occidentalis
- Chesias ornata
- Chesias pallida
- Chesias pinkeri
- Chesias plumbeata
- Chesias pseudanaitis
- Chesias rhegmatica
- Chesias rufata
- Chesias scanica
- Chesias scotica
- Chesias soubryana
- Chesias spartiata
- Chesias sureyata
- Chesias tangens
- Chesias taurica
- Chesias zullichi